# Les Amours cassées
Albums par Félix Gray
Félix Gray
(2001)
Albums par Didier Barbelivien
Des mots d'émotions...
(1989) Vendée 93
(1992)
Singles
1. À toutes les filles...
Sortie : mai 1990
2. Il faut laisser le temps au temps
Sortie : novembre 1990
3. E vado via
Sortie : mai 1991
4. Nos amours cassées
Sortie : décembre 1991

Les Amours cassées est un album de Didier Barbelivien enregistré en duo avec Félix Gray et sorti en mai 1991.
Quatre singles ont été extraits de l'album, dont À toutes les filles... et Il faut laisser le temps au temps, qui atteignent la première place du Top 50 en France, ainsi que E vado via et Nos amours cassées,. Les Amours cassées est le quatrième album le plus vendu en France en août 1991.

## Liste des titres
| No  | Titre                             | Paroles              | Musique          | Durée |
| --- | --------------------------------- | -------------------- | ---------------- | ----- |
| 1.  | E vado via                        | Didier Barbelivien   | Félix Gray       | 3:37  |
| 2.  | Pour la fin du monde              | Jean-Pierre Lang     | Patrick Lemaître | 3:24  |
| 3.  | On apprend à aimer                | Barbelivien          | Barbelivien      | 3:13  |
| 4.  | La Route ensemble                 | Gray                 | Gray             | 3:02  |
| 5.  | Veiller tard                      | Jean-Jacques Goldman | Goldman          | 3:50  |
| 6.  | H.L.M.                            | Barbelivien          | Gray             | 3:34  |
| 7.  | Nos amours cassées                | Barbelivien          | Gray             | 3:38  |
| 8.  | La Police au c...                 | Barbelivien          | Barbelivien      | 3:02  |
| 9.  | Il faut laisser le temps au temps | Barbelivien          | Gray             | 4:07  |
| 10. | À toutes les filles...            | Barbelivien          | Gray             | 4:16  |

## Accueil commercial
L'album atteint la quatrième place des ventes d'albums en France en août 1991. Dans le classement paneuropéen European Top 100 Albums du magazine Music & Media, l'album débute à la 74e place le 22 juin 1991, atteint la 42e place le 24 août et quitte le classement après seize semaines.

## Crédits
- Corinne Sauvage – chant (1)
- Petits chanteurs d'Asnières – chant (6)
- Bernard Estardy – arrangements, ingénieur du son
- José Souc – guitare
- Alain Marouani – photographie
- Jean Albertini – réalisation artistique

Crédits adaptés des notes de l'album.

## Classements hebdomadaires
| Classement (1991)                | Meilleure position |
| -------------------------------- | ------------------ |
| Europe (European Top 100 Albums) | 42                 |
| France (SNEP)                    | 4                  |

## Historique de sortie
| Pays    | Date     | Format                 | Label                 |
| ------- | -------- | ---------------------- | --------------------- |
| France  | mai 1991 | CD, cassette, 33 tours | Zone Music            |
| Canada, | 1991     | CD, cassette           | Charles Talar Records |
| France, | 1992     | CD, cassette           | Pomme Music           |